# أنابولس
أنابوليس (بالإنجليزية: Annapolis)‏ مدينة أمريكية وعاصمة ولاية ماريلاند، ويبلغ عدد سكانها من 36524 (تقديرات يوليو 2008)، وتقع على خليج تشيسابيك عند مصب نهر سيفيرن، 26 ميلا (42 كم) إلى الجنوب من بالتيمور وحوالي 29 ميلا (47 كيلومترا إلى الشرق من واشنطن العاصمة أنابوليس هو جزء من منطقة العاصمة بالتيمور وواشنطن. كانت المدينة عاصمة مؤقتة للولايات المتحدة في 1783-1784، وموقع لمؤتمر سلام أنابوليس، الذي عقد في تشرين الثاني 2007، في الأكاديمية البحرية للولايات المتحدة. كلية سانت جونز في أنابوليس هو أيضا.

## التركيبة السكانية
حدّد مكتب تعداد الولايات المتحدة بيانات التركيبة السكانية لأنابولس في تعداد الولايات المتحدة. في ما يلي، التركيبة السكانية حسب تعدادي 2000 و2010.

### تعداد عام 2000
بلغ عدد سكان أنابولس 35,838 نسمة بحسب تعداد عام 2000، وبلغ عدد الأسر 15,303 أسرة وعدد العائلات 8,676 عائلة مقيمة في المدينة. في حين سجلت الكثافة السكانية 1,705.8 نسمة لكل كيلومتر مربع (4,418.0/ميل2). وبلغ عدد الوحدات السكنية 16,165 وحدة بمتوسط كثافة قدره 769.4 لكل كيلومتر مربع (1,992.7/ميل2).
وتوزع التركيب العرقي للمدينة بنسبة 62.66% من البيض و31.44% من الأمريكيين الأفارقة و0.17% من الأمريكيين الأصليين و1.81% من الأمريكيين ذوي الأصول الآسيوية و0.03% من سكان جزر المحيط الهادئ و2.22% من الأعراق الأخرى و1.67% من عرقين مختلطين أو أكثر و6.42% من الهسبانيون أو اللاتينيون من أي عرق.
بلغ عدد الأسر 15,303 أسرة كانت نسبة 28.1% منها لديها أطفال تحت سن الثامنة عشر تعيش معهم، وبلغت نسبة الأزواج القاطنين مع بعضهم البعض 36.6% من أصل المجموع الكلي للأسر، ونسبة 16.3% من الأسر كان لديها معيلات من الإناث دون وجود شريك، بينما كانت نسبة 3.8% من الأسر لديها معيلون من الذكور دون وجود شريكة وكانت نسبة 43.3% من غير العائلات. تألفت نسبة 32.9% من أصل جميع الأسر من عدة أفراد يعيشون في نفس المنزل ونسبة 9.2% كانت تتألف من شخص يعيش بمفرده يبلغ من العمر 65 عاماً أو أكثر. وبلغ متوسط حجم الأسرة المعيشية 2.30، أما متوسط حجم العائلات فبلغ 2.93.
بلغ العمر الوسطي للسكان 35.7 عاماً. وكانت نسبة 21.6% من القاطنين تحت سن الثامنة عشر، وكانت نسبة 8.5% بين الثامنة عشر والرابعة والعشرين عاماً، ونسبة 33.1% كانت واقعةً في الفئة العمرية ما بين الخامسة والعشرين والرابعة والأربعين عاماً، ونسبة 23.5% كانت ما بين الخامسة والأربعين والرابعة والستين، ونسبة 11.4% كانت ضمن فئة الخامسة والستين عاماً فما فوق. يوجد لكل 100 أنثى 90.1 ذكر، ويوجد لكل 100 أنثى في الثامنة عشر من عمرها فما فوق 86.7 ذكر.
بلغ متوسط دخل الأسرة في المدينة 49,243 دولارًا، أما متوسط دخل العائلة فبلغ 56,984 دولارًا. وكان متوسط دخل الذكور 39,548 دولارًا مقابل 30,741 دولارًا للإناث. وسجل دخل الفرد الخاص بالمدينة 27,180 دولارًا. وكانت نسبة 9.5% من العائلات ونسبة 12.7% من السكان تحت خط الفقر، وكان من هؤلاء نسبة 21.2% تحت سن الثامنة عشر ونسبة 10.4% في الخامسة والستين من العمر وما فوق.

### تعداد عام 2010
بلغ عدد سكان أنابولس 38,394 نسمة بحسب تعداد عام 2010، وبلغ عدد الأسر 16,136 أسرة وعدد العائلات 8,776 عائلة مقيمة في المدينة. في حين سجلت الكثافة السكانية 1,827.4 نسمة لكل كيلومتر مربع (4,732.9/ميل2). وبلغ عدد الوحدات السكنية 17,845 وحدة بمتوسط كثافة قدره 849.4 لكل كيلومتر مربع (2,199.9/ميل2).
وتوزع التركيب العرقي للمدينة بنسبة 60.10% من البيض و26% من الأمريكيين الأفارقة و0.25% من الأمريكيين الأصليين و2.11% من الأمريكيين ذوي الأصول الآسيوية و0.03% من سكان جزر المحيط الهادئ و8.95% من الأعراق الأخرى و2.57% من عرقين مختلطين أو أكثر و16.79% من الهسبانيون أو اللاتينيون من أي عرق.
بلغ عدد الأسر 16,136 أسرة كانت نسبة 26.6% منها لديها أطفال تحت سن الثامنة عشر تعيش معهم، وبلغت نسبة الأزواج القاطنين مع بعضهم البعض 35.3% من أصل المجموع الكلي للأسر، ونسبة 14.9% من الأسر كان لديها معيلات من الإناث دون وجود شريك، بينما كانت نسبة 4.2% من الأسر لديها معيلون من الذكور دون وجود شريكة وكانت نسبة 45.6% من غير العائلات. تألفت نسبة 35% من أصل جميع الأسر من عدة أفراد يعيشون في نفس المنزل ونسبة 11.1% كانت تتألف من شخص يعيش بمفرده يبلغ من العمر 65 عاماً أو أكثر. وبلغ متوسط حجم الأسرة المعيشية 2.34، أما متوسط حجم العائلات فبلغ 3.02.
بلغ العمر الوسطي للسكان 36.0 عاماً. وكانت نسبة 20.8% من القاطنين تحت سن الثامنة عشر، وكانت نسبة 9.9% بين الثامنة عشر والرابعة والعشرين عاماً، ونسبة 31% كانت واقعةً في الفئة العمرية ما بين الخامسة والعشرين والرابعة والأربعين عاماً، ونسبة 25.3% كانت ما بين الخامسة والأربعين والرابعة والستين، ونسبة 13% كانت ضمن فئة الخامسة والستين عاماً فما فوق. وتوزع التركيب الجنسي للسكان بنسبة 47.8% ذكور و52.2% إناث.

## المناخ
يظهر الجدول التالي التغييرات المناخية على مدار السنة لأنابولس:
| البيانات المناخية لـأنابولس                   | البيانات المناخية لـأنابولس | البيانات المناخية لـأنابولس | البيانات المناخية لـأنابولس | البيانات المناخية لـأنابولس | البيانات المناخية لـأنابولس | البيانات المناخية لـأنابولس | البيانات المناخية لـأنابولس | البيانات المناخية لـأنابولس | البيانات المناخية لـأنابولس | البيانات المناخية لـأنابولس | البيانات المناخية لـأنابولس | البيانات المناخية لـأنابولس | البيانات المناخية لـأنابولس |
| الشهر                                         | يناير                       | فبراير                      | مارس                        | أبريل                       | مايو                        | يونيو                       | يوليو                       | أغسطس                       | سبتمبر                      | أكتوبر                      | نوفمبر                      | ديسمبر                      | المعدل السنوي               |
| --------------------------------------------- | --------------------------- | --------------------------- | --------------------------- | --------------------------- | --------------------------- | --------------------------- | --------------------------- | --------------------------- | --------------------------- | --------------------------- | --------------------------- | --------------------------- | --------------------------- |
| الدرجة القصوى °ف (°م)                         | 77 (25)                     | 83 (28)                     | 92 (33)                     | 95 (35)                     | 98 (37)                     | 103 (39)                    | 105 (41)                    | 106 (41)                    | 99 (37)                     | 92 (33)                     | 85 (29)                     | 78 (26)                     | 106 (41)                    |
| الحد الأقصى المتوسط °ف (°م)                   | 62 (17)                     | 63 (17)                     | 73 (23)                     | 83 (28)                     | 88 (31)                     | 94 (34)                     | 96 (36)                     | 94 (34)                     | 90 (32)                     | 82 (28)                     | 73 (23)                     | 64 (18)                     | 97 (36)                     |
| متوسط درجة الحرارة الكبرى °ف (°م)             | 42.7 (5.9)                  | 45.5 (7.5)                  | 53.2 (11.8)                 | 63.9 (17.7)                 | 72.9 (22.7)                 | 81.6 (27.6)                 | 85.8 (29.9)                 | 84.0 (28.9)                 | 76.9 (24.9)                 | 66.3 (19.1)                 | 56.9 (13.8)                 | 46.8 (8.2)                  | 64.8 (18.2)                 |
| متوسط درجة الحرارة الصغرى °ف (°م)             | 29.1 (−1.6)                 | 30.7 (−0.7)                 | 36.9 (2.7)                  | 45.8 (7.7)                  | 55.6 (13.1)                 | 66.4 (19.1)                 | 71.2 (21.8)                 | 69.1 (20.6)                 | 62.8 (17.1)                 | 50.5 (10.3)                 | 41.8 (5.4)                  | 31.9 (−0.1)                 | 49.4 (9.7)                  |
| الحد الأدنى المتوسط °ف (°م)                   | 11 (−12)                    | 13 (−11)                    | 21 (−6)                     | 32 (0)                      | 42 (6)                      | 52 (11)                     | 60 (16)                     | 58 (14)                     | 48 (9)                      | 36 (2)                      | 25 (−4)                     | 16 (−9)                     | 9 (−13)                     |
| أدنى درجة حرارة °ف (°م)                       | −8 (−22)                    | −6 (−21)                    | 10 (−12)                    | 13 (−11)                    | 32 (0)                      | 35 (2)                      | 50 (10)                     | 46 (8)                      | 37 (3)                      | 26 (−3)                     | 13 (−11)                    | −1 (−18)                    | −8 (−22)                    |
| الهطول إنش (مم)                               | 3.32 (84)                   | 2.94 (75)                   | 4.53 (115)                  | 3.66 (93)                   | 4.20 (107)                  | 4.17 (106)                  | 4.56 (116)                  | 3.88 (99)                   | 4.76 (121)                  | 3.89 (99)                   | 3.80 (97)                   | 3.56 (90)                   | 47.27 (1٬202)               |
| متوسط تساقط الثلوج إنش (سم)                   | 4.4 (11)                    | 0.4 (1.0)                   | 0.3 (0.76)                  | 0.0 (0.0)                   | 0.0 (0.0)                   | 0.0 (0.0)                   | 0.0 (0.0)                   | 0.0 (0.0)                   | 0.0 (0.0)                   | 0.0 (0.0)                   | 0.2 (0.51)                  | 0.8 (2.0)                   | 8.3 (21)                    |
| متوسط أيام هطول الأمطار (≥ 0.01 in)           | 9.4                         | 9.2                         | 11.2                        | 11.2                        | 11.0                        | 9.5                         | 10.3                        | 8.8                         | 7.8                         | 7.8                         | 9.1                         | 9.8                         | 115.1                       |
| متوسط الأيام المثلجة                          | 1.3                         | 0.1                         | 0.1                         | 0                           | 0                           | 0                           | 0                           | 0                           | 0                           | 0                           | trace                       | 0.6                         | 2.1                         |
| متوسط الرطوبة النسبية (%)                     | 65                          | 62                          | 60                          | 60                          | 66                          | 68                          | 68                          | 70                          | 71                          | 71                          | 67                          | 67                          | 66                          |
| ساعات سطوع الشمس اليومية                      | 5                           | 6                           | 7                           | 8                           | 8                           | 9                           | 9                           | 9                           | 8                           | 7                           | 5                           | 5                           | 7                           |
| نسبة وصول أشعة الشمس                          | 50                          | 55                          | 58                          | 62                          | 57                          | 60                          | 60                          | 64                          | 67                          | 64                          | 50                          | 56                          | 59                          |
| متوسط مؤشر الأشعة فوق البنفسجية               | 2                           | 3                           | 5                           | 6                           | 8                           | 9                           | 9                           | 8                           | 7                           | 4                           | 3                           | 2                           | 6                           |
| المصدر #1: NOAA, Weatherbase, timeanddate.com |                             |                             |                             |                             |                             |                             |                             |                             |                             |                             |                             |                             |                             |
| المصدر #2: Weather Atlas                      |                             |                             |                             |                             |                             |                             |                             |                             |                             |                             |                             |                             |                             |

## توأمة
لأنابولس اتفاقيات توأمة مع كل من:
- تالين
- دامفريس [الإنجليزية]‏
- Annapolis Royal [الإنجليزية]‏
- ريدوود
- نيوبورت
- ويكسفورد
- نيتيروي
- روشفور

## أعلام
- ليو شتراوس
- إدوارد لويد
- لورين فاوست
- أساف هول
- ديبي ماير
- تشارلز كارول من كارولتون
- جيمس كاين
- بيلي مارتن
- تشارلي بيرد
- جيان كارلو كوبولا